# 후렌정
후렌정(일본어: 風連町)은 일본 홋카이도 가미카와 지청 관내, 가미카와군에 있던 정이다. 2006년 3월 27일에, 나요로시와 합병해, 폐지되었다. 

## 역사
- 1909년 4월 1일 - 2급정촌제 시행에 의해, 가미카와군 다요로촌이 성립하였다.
- 1924년 4월 1일 - 1급정촌제를 시행하였다.
- 1938년 
  - 2월 6일 - 후렌촌으로 개칭하였다.
  - 3월 8일 - 다요로촌이 분촌하였다.
- 1953년 2월 6일 - 정으로 승격해 후렌정이 되었다.
- 2006년 3월 27일 - 나요로시와 합병해, 새로운 나요로시가 성립하였다. 동일 후렌정은 폐지되었다.

## 산업
벼농사가 활발하였고. 찹쌀의 산지로 알려져 있으며, 생산량은 홋카이도의 제일이였다.

## 교통

### 철도
- 홋카이도 여객철도
  - 소야 본선

### 도로
- 국도 40호선